# Levi Strauss
Levi Strauss (dejansko Löb Strauß), nemško-ameriški industrialec, * 26. februar 1829, Buttenheim pri Bambergu, Bavarska, Nemčija, † 26. september 1902.

## Življenjepis
Oče mu je umrl, ko je imel 16 let. Leta 1847 se je njegova mati z njim in dvema sestrama izselila v New York. Leta 1853 se je zaradi zlate mrzlice odpravil v San Francisco.
Decembra 1870 je dobil krojač Jacob W. Davis, izumitelj džinsa, zamisel, da je šive na žepih ojačal z zakovicami, kakršne so uporabljali za konjsko opremo. Za to zamisel je Strauss prejel 20. maja 1873 patent.
Prve hlače so bile še rjave barve in so se nosile z naramnicami. Surovino je kmalu zamenjal z denimom, tkanino iz bombaža, pobarvanega v modro z indigom. Šivi na hlačnih žepih niso bili dovolj robustni. Kopači so namreč dajali v žepe veliko stvari, ki so uporabljali v zlatokopih.
Leta 1890 je ustanovil podjetje Levi Strauss & Company. Ob svoji smrti je podjetje zapustil nečaku, ker ni imel otrok. Do danes je to podjetje eden največjih proizvajalcev jeansa in Levi's je ena najbolj znanih blagovnih znamk.
Model Levi's 501 je verjetno najbolj znan in največkrat nošen jeans na svetu. V ZDA se Levi's jeans zaradi visokih stroškov izdelave ne izdeluje več. V Evropi ga izdelujejo še na Poljskem, v podjetju Varteks iz Varaždina pa izdelujejo model 521.